# タルサ・キング
『タルサ・キング』(Tulsa King)は、アメリカ合衆国の犯罪コメディドラマシリーズである。テイラー・シェリダンとテレンス・ウィンターがショーランナーを務め、Paramount+で配信される。

## 概要
刑務所から出所したばかりのマフィアの幹部であるドワイト・マンフレディ（演：シルベスター・スタローン）が、組織から追放同然の形でニューヨークからオクラホマ州タルサに送り込まれ、犯罪組織を立ち上げる様子が描かれる。
シルベスター・スタローンにとっては初めてのテレビシリーズ主演作であり、製作総指揮も兼任している。シリーズは2022年11月13日に配信され、同月シーズン2の製作が決定した。
日本では、2023年12月1日からWOWOWオンデマンドとJ:COM STREAMで配信されている。

## 登場人物
※括弧内は日本語吹替。

### メイン
- ドワイト・マンフレディ (将軍) : シルヴェスター・スタローン（ささきいさお） :本作の主人公。ニューヨーク・マフィアのインヴェルニッツィ・ファミリーの幹部であるが、25年の刑期を務めた後、オクラホマ州タルサに送られる[3]。
- ステイシー・ビール : アンドレア・サヴェージ（英語版）（竹内順子） : ATFタルサ支局の捜査員で、ドワイトの恋人となる[3]。
- ローレンス・ガイガーマン (ボディ) : マーティン・スター（佐藤せつじ） : 大麻販売店の店長
- タイソン・ミッチェル : ジェイ・ウィル（江頭宏哉） : ドワイトの運転手となるタクシー運転手
- ミッチ・ケラー :  ギャレット・ヘドランド（白熊寛嗣） : 元ロデオ・スター、元囚人のバー経営者
- アーマンド (マニー) : マックス・カセラ（駒谷昌男） : タルサのフェナリオ牧場のカウボーイで、元インヴェルニッツィ・ファミリーの構成員。
- マーガレット : ダナ・デラニー（尾花糸名子） : フェナリオ牧場主
- ピート・インヴェルニッツィ (ザ・ロック) : A・C・ピーターソン（側見民雄） : ファミリーの大ボスで、病床に着いている
- ドン・チャールズ・インヴェルニッツィ (チッキー) : ドメニク・ランバルドッツィ（西村太佑） :ファミリーの中ボス、ピートの息子
- ヴィンス : ヴィンセント・ピアッツァ（英語版）（中村和正） : チッキーの右腕
- ジョアン・マンフレディ:アナベラ・シオラ: ブルックリンの花屋でドワイトの疎遠になった娘
- カル・スレッシャー: ニール・マクドノー（木下浩之）: 悪徳ビジネスマン、マリファナの大規模生産者兼販売者、石油王(シーズン2)
- ビル・ベビラクア: フランク・グリロ: カンザスシティのベビラクア家のボス(シーズン2)

### リカーリング
- マーク・ミッチェル : マイケル・ビーチ（白熊寛嗣） : タイソンの父親で配管工
- スペンサー : スカーレット・ローズ・スタローン（小笹花寧） : ドワイトが馬の世話に雇うウェイトレス
- ブライアン・ギレン : アラン・オートリー（英語版） : マーガレットの元夫で、元フェナリオ牧場主
- ウォルトリップ : リッチー・コスタ―（英語版）（多田野曜平） : タルサのバイカー・ギャング「ブラック・マカダム」のリーダー
- ロキシー : エミリー・デイビス（Emily Davis）（金子沙希[5]） :ステイシーの情報提供者で、 「ブラック・マカダム」の構成員パイクを恋人とする。
- ジョアン・マンフレディ : アナベラ・シオラ : ドワイトの妹
- ティナ・マンフレディ＝グリーガー : タチアナ・ザッパーディーノ（Tatiana Zappardino） : ドワイトの娘で、ブルックリンで花屋を経営する。父親とは疎遠になっている。
- グッディ : クリス・カルドヴィーノ（Chris Caldovino） : インヴェルニッツィ・ファミリーの幹部

## あらすじ
ニューヨークのマフィアのドワイトは殺人罪で逮捕され、司法取引を断ってファミリーを守り25年間後に釈放されるも、邪魔者扱いされてオクラホマ州のタルサに送られる。ドワイトは、運転手のタイソン、みかじめ料を取ることで知り合った大麻店長のボディ、バーの店長のミッチ、ファミリーの元構成員である知己のアーマンドらを仲間として犯罪組織を立ち上げる。ドラッグ販売をめぐり、地元のバイカー・ギャングのブラック・マカダムと抗争になる。たまたまドワイトと一夜を共にしたATF捜査官のステイシーは、ブラック・マカダムを捜査して抗争に巻き込まれる。一方ニューヨークでは、ドワイトを疎んでいたチッキーが父親を殺してファミリーの大ボスとなる。ドワイトと仲間はブラック・マカダムに襲われるも撃退する。ドワイトはミッチのバーをカジノ・クラブに改装し、疎遠だった娘と和解するも、ステイシーに逮捕される。

## エピソード
| 通算 話数 | タイトル                                 | 監督                 | 脚本                                                            | 公開日         |
| --- | ---------------------------------------- | -------------------- | --------------------------------------------------------------- | -------------- |
| 1 | "老いぼれよ 西へ行け" "Go West, Old Man" | アレン・コールター   | テイラー・シェリダン & テレンス・ウィンター                     | 2022年11月13日 |
| ドワイト・マンフレディは殺人罪を犯し、ニューヨークのマフィアであるインヴェルニッツィ・ファミリーを守るために司法取引を断って25年間服役する。釈放されたドワイトは、大ボスのピートとその息子で中ボスのチッキーに厄介者扱いされ、オクラホマ州タルサに行くよう命じられる。怒りのあまりチッキーの右腕のヴィンスを殴る。タルサに到着したドワイトは、タクシー運転手のタイソンを専用運転手にする。大麻が合法的に販売されていると聞き、販売店長のボディに保護を無理強いしてみかじめ料を取る。ATFのステイシー・ビールと一夜を共にする。ドワイトがタルサに来たことを知ったFBIは他の捜査機関にも連絡し、彼の素性を知ったステイシーは驚く。 |                                          |                      |                                                                 |                |
| 2 | "宇宙の中心" "Center of the Universe"    | アレン・コールター   | テレンス・ウィンター & ジョセフ・リコビーニ（Joseph Riccobene） | 2022年11月20日 |
| ドワイトはボディを連れて大麻供給元のジミーに会い、有利な取引を結ぶ。タイソンの父マークは息子がドワイトと関わることを心配する。ステイシーはドワイトに自分の職業を明らかにする。牧場で働く元インヴェルニッツィ・ファミリーのアーマンドはドワイトがタルサに来たことを知る。ドワイトは疎遠だった娘ティナを探して電話するが、一方的に切られる。 チッキーは、あごの骨を折ったヴィンスの要望に応じてドワイトから和解金を受け取ることにする。 |                                          |                      |                                                                 |                |
| 3 | "カプリス" "Caprice"                     | ベン・リチャードソン | レジーナ・コッラド                                              | 2022年11月27日 |
| ステイシーは、バイカー・ギャングのブラック・マカダムを捜査する。ドワイトの運転免許試験中、マスクをしたアーマンドがドワイトを銃撃する。ドワイトはタイソンを危険に巻き込まないために縁を切ろうとするも断られる。ボディとバー経営者のミッチと組んで、地元の祭りで笑気ガスを売って儲けようとする。ステイシーは再びドワイトと寝る。ドワイトは自分を狙撃したのが知己のアーマンドだと調べ上げて殺そうとするも、息子と抱き合うところを見て躊躇する。 |                                          |                      |                                                                 |                |
| 4 | "訪問" "Visitation Place"                | Ben Semanoff         | Dave Flebotte                                                   | 2022年12月4日  |
| ドワイトの尋問を受けたアーマンドは、ドワイトが自分を殺しに来たと思って先制攻撃したことや、ピートが刑務所内でドワイトを殺そうとしたことを明かす。ドワイトはアーマンドを解放する代わりに毎月の稼ぎの一部を要求する。祭りでドラッグを売ろうとしていたブラック・マカダムは、ドワイトの仲間からガスを強奪するが、取り返されてしまう。ドワイトは、妹ジョアンの助けで、臨終の弟ジョーイとテレビ通話する。 |                                          |                      |                                                                 |                |
| 5 | "トークン・ジョー" "Token Joe"           | Ben Semanoff         | ジョセフ・リコビーニ                                            | 2022年12月11日 |
| ドワイトはブルックリンへ行ってジョーイの葬儀に出席し、ティナと話すも許してもらえない。服役中はピートが家族を守ると約束したにもかかわらず、チッキーの手下のニコがティナをレイプしたと知る。激怒したドワイトはチッキーやヴィンスの目の前でニコを殴り殺す。そのころドワイト不在のタルサでは、ブラック・マカダムのリーダーのウォルトリップが買収した警官にタイソンを逮捕させ、携帯電話を取り上げる。警官はバーでミッチも脅すが、チェロキー族の土地であり管轄権がないと宣言されて立ち去る。アーマンドは同僚のロキシーに警告される。 |                                          |                      |                                                                 |                |
| 6 | "馬小屋" "Stable"                        | ガイ・ファーランド   | Dave Flebotte                                                   | 2022年12月18日 |
| ドワイトはタルサに戻り、タイソンが逮捕され、ボディが行方不明になっていることを知る。ウォルトリップに分け前を要求されるも拒否する。ステイシーはFBIが関与しているとドワイトに警告する。FBIはボディの店を閉鎖するが、ボディはドワイトを裏切らない。ドワイトは白馬の「パイロット」を買い取り、元ウェイトレスのスペンサーに世話を頼む。ウォルトリップの命令で、ロキシーのボーイフレンドであるパイクがミッチのバーを襲撃するも殺される。ミッチはドワイトをバーの共同経営者として受け入れる。ニューヨークでは、ドワイトについてファミリーの意見が割れる中、グッディがタルサに送り込まれる。チッキーはティナの夫エモリを暴行させる。 |                                          |                      |                                                                 |                |
| 7 | "戦いの地" "Warr Acres"                  | ガイ・ファーランド   | テレンス・ウィンター & Joseph Riccobene                         | 2022年12月25日 |
| グッディがタルサに来る。ドワイトとミッチは、弾痕だらけになったパイクのジャケットをブラック・マカダムに送る。悲嘆するロキシーは情報提供者としてステイシーに会い、ブラック・マカダムの秘密を探れと言われる。ロキシーはウォルトリップに見とがめられて殺される。ニューヨークでは、ピートが退院するが、見下され続けることに耐えられなくなったチッキーによって殺され、組織を乗っ取られる。 |                                          |                      |                                                                 |                |
| 8 | "アドビ・ウォールズ" "Adobe Walls"       | ロッジ・ケリガン     | テレンス・ウィンター & Tom Sierchio                             | 2023年1月1日   |
| ブラック・マカダムに対処するため、ドワイトとミッチは仲間に銃の訓練をさせる。ステイシーはウォルトリップに会う。ジミーはドワイトとミッチのパートナーとして、先住民の権利を行使してカジノを開くことに同意する。ドワイトを殺すことにしたチッキーは、電話をして和解のために訪問するふりをする。ステイシーがドワイトと会っていたところ、ウォルトリップらの銃撃を受けて負傷する。 |                                          |                      |                                                                 |                |
| 9 | "幸福な旅路" "Happy Trails"              | ロッジ・ケリガン     | テレンス・ウィンター                                            | 2023年1月8日   |
| 1997年、チッキーとヴィンスはアーマンドの目の前でファミリーの一人のリップルをラジエーターに手錠で繋いで拷問する。失火で火事が広がり、アーマンドに呼ばれたドワイトは逃げられないリップルを銃で楽に死なせて逮捕される。現在、チッキー、ヴィンスとグッディはドワイトを始末しにタルサに来るも、ドワイトと仲間に待ち伏せされる。グッディは寝返り、ドワイトはチッキーをニューヨークに追い返して自分の許可を得ずにはタルサに来るなと告げる。ドワイトはボディに頼み、ハッキングでウォルトリップのため込んだ大金を盗む。ドワイトらはブラック・マカダムを返り討ちにし、ウォルトリップもドワイトの手で殺される。3か月後、ミッチのバーは改装されてカジノを備えたクラブとなる。ドワイトは娘と和解する。ステイシーは職務に復帰するも、ドワイトを逮捕させる。 |                                          |                      |                                                                 |                |

## 評価
ライターの稲垣貴俊は「CINRA」に寄せた記事の中で、「優しくも横暴で、気に入らないことがあるとすぐに手を出す」というドワイトの時代遅れな人物像に目を引いたと述べている。ドワイトに翻弄される若者たちを演じる役者たちのコミカルな演技が堂々たる存在感をもつスタローンとの化学反応によって独特なユーモアが醸し出されていると稲垣は評価する。一方で、ドワイトから漂う年を重ねたゆえの悲哀も視聴者からの同情を引き付けるだろうと稲垣は語る。